# 6945 Далґрен
6945 Далґрен (6945 Dahlgren) — астероїд головного поясу, відкритий 16 березня 1980 року.
Тіссеранів параметр щодо Юпітера — 3,596.